# Ernst Cedergren
Olof Niklas Ernst Cedergren, född 17 februari 1884 i Vänge socken, Gotland, död 30 april 1952 i Klinte socken, var en svensk företagare.
Han anställdes redan 1898 vid Klintehamn–Roma Järnvägs verkstad. Efterhand som han tillägnade sig tillräckliga kunskaper började han ägna sig åt smide för igen räkning, från 1908 småskaligt smide, och 1912 startade han Cedergrens mekaniska verkstad, från början främst sysselsatt med reparationer åt Klintehamn-Roma Järnväg, men med tiden tog man upp allt fler egna produkter och från slutet av 1920-talet var järnvägsrelaterade arbeten en mindre del av verksamheten. Vid hans död övertogs verksamheten av sonen Sten Cedergren.